# Radotínský most

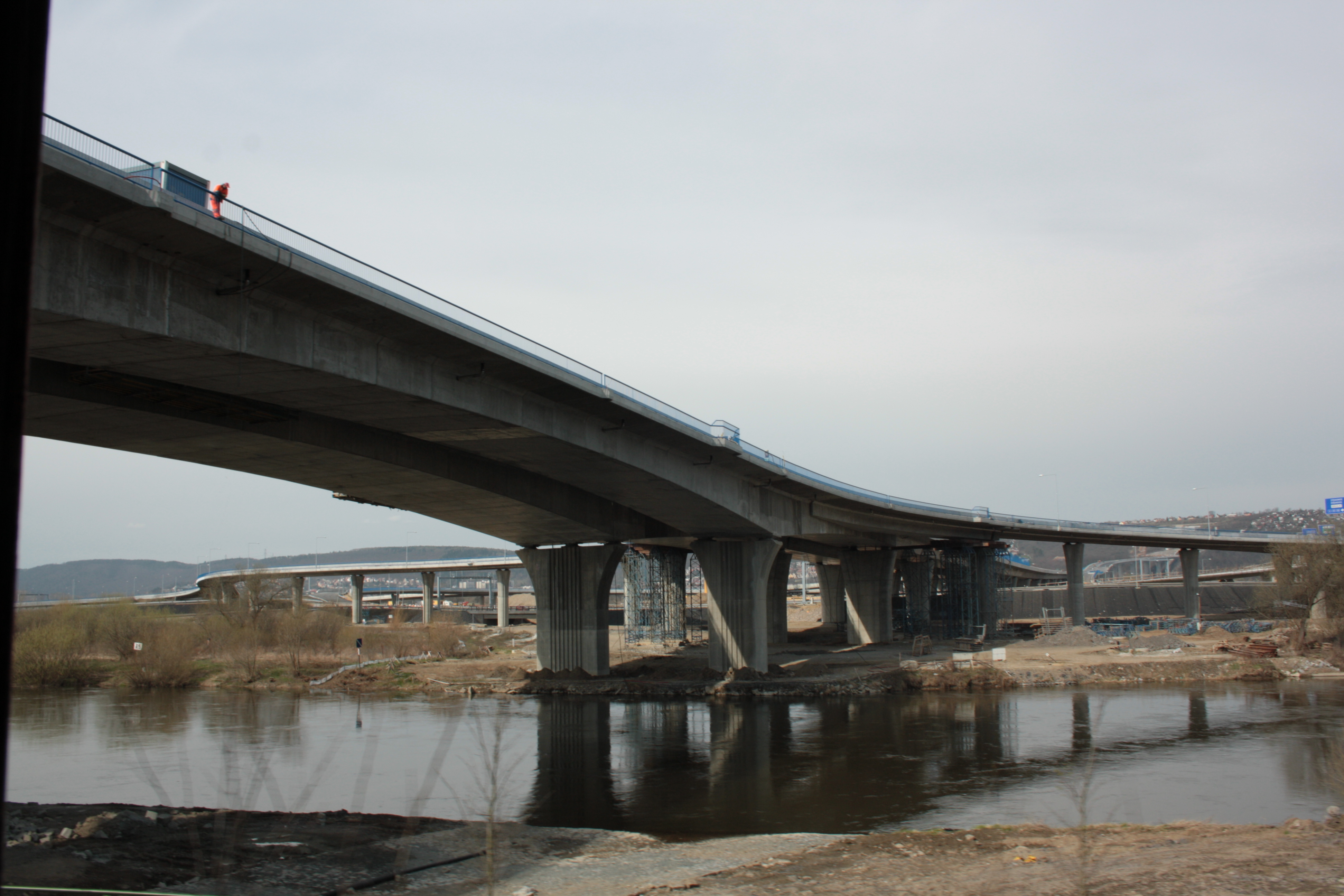
Část přes Vltavu

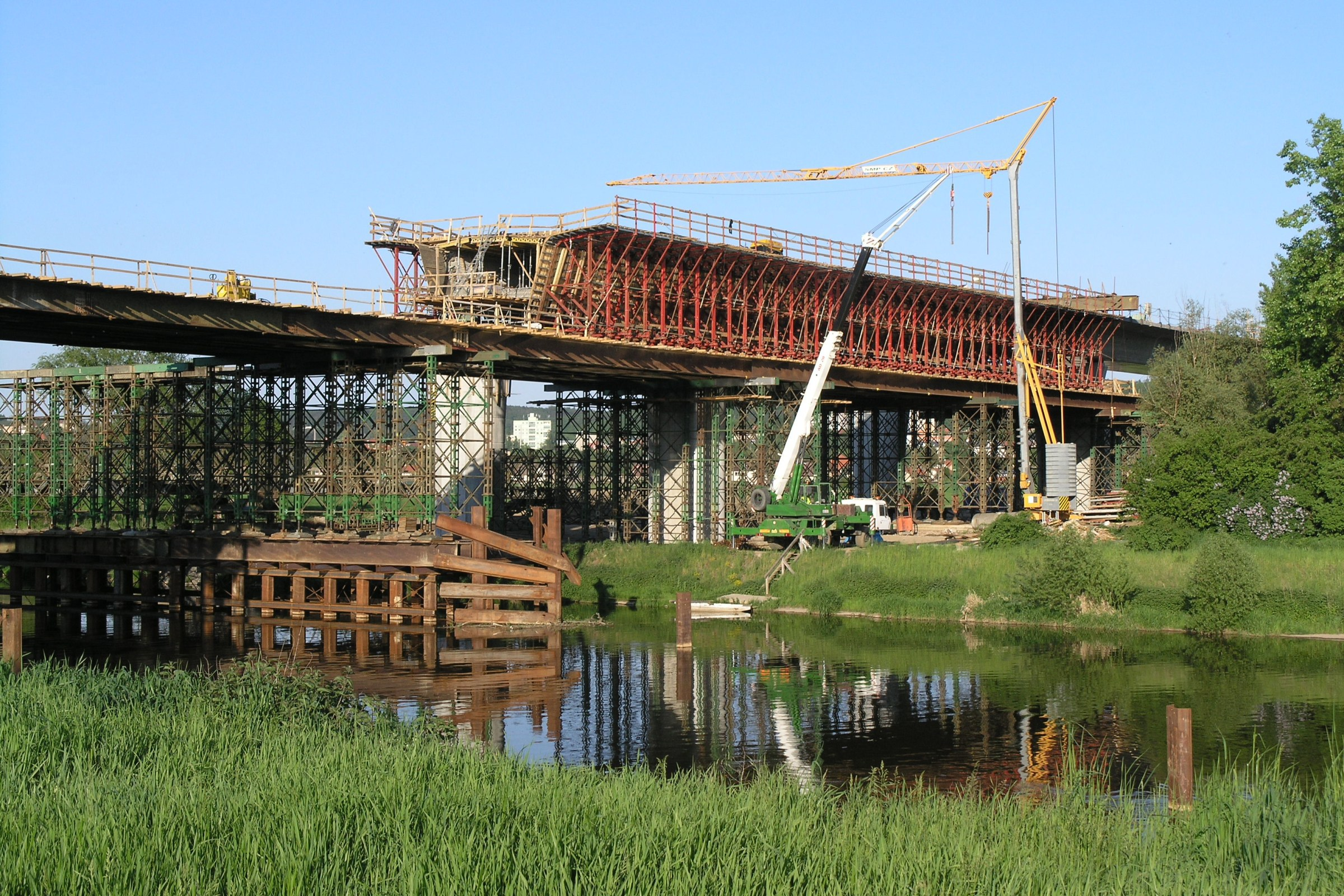
Výstavba nad Berounkou, květen 2008

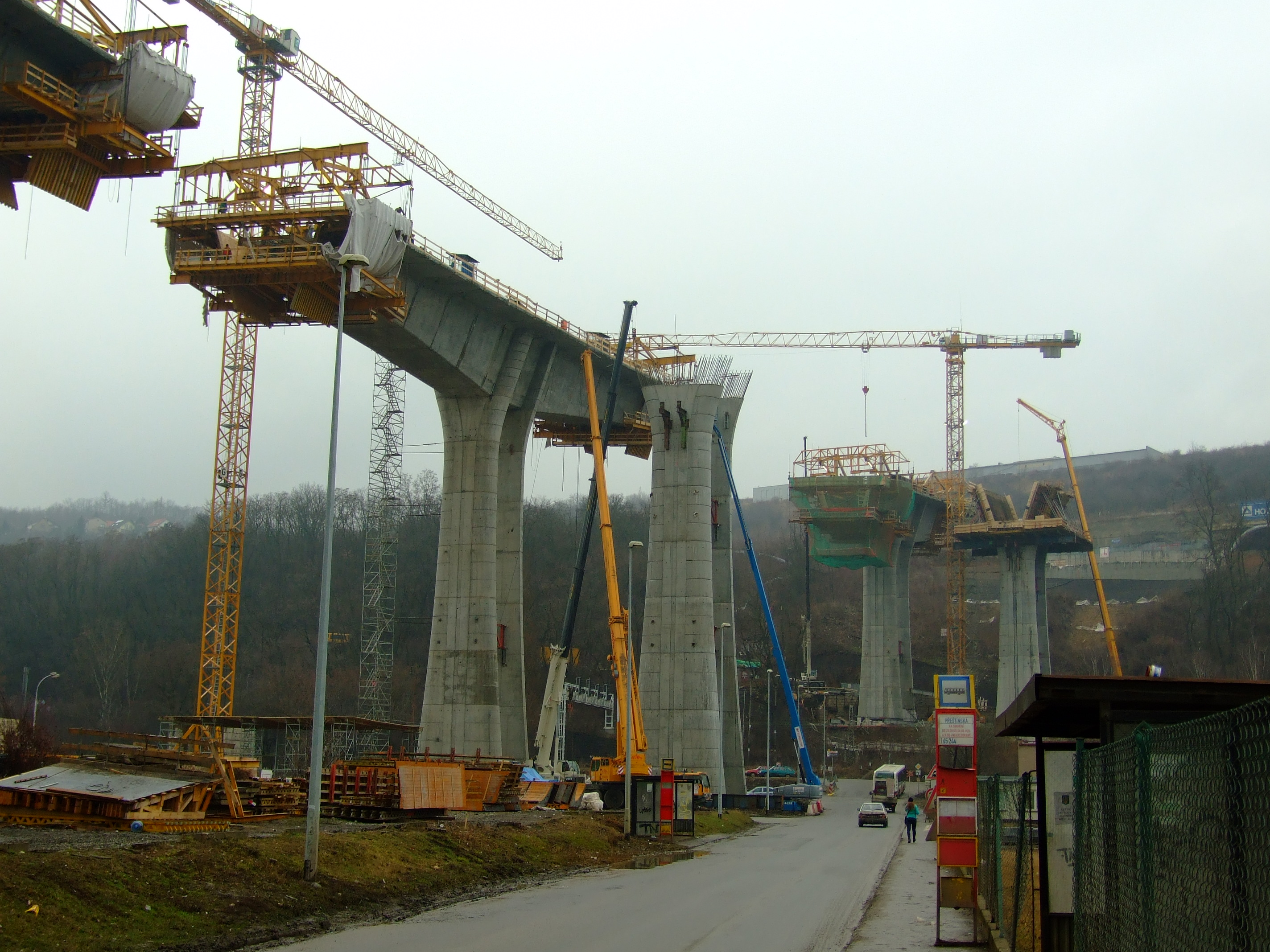
Pohled od ulice Výpadová k železniční trati u Radotína, únor 2009

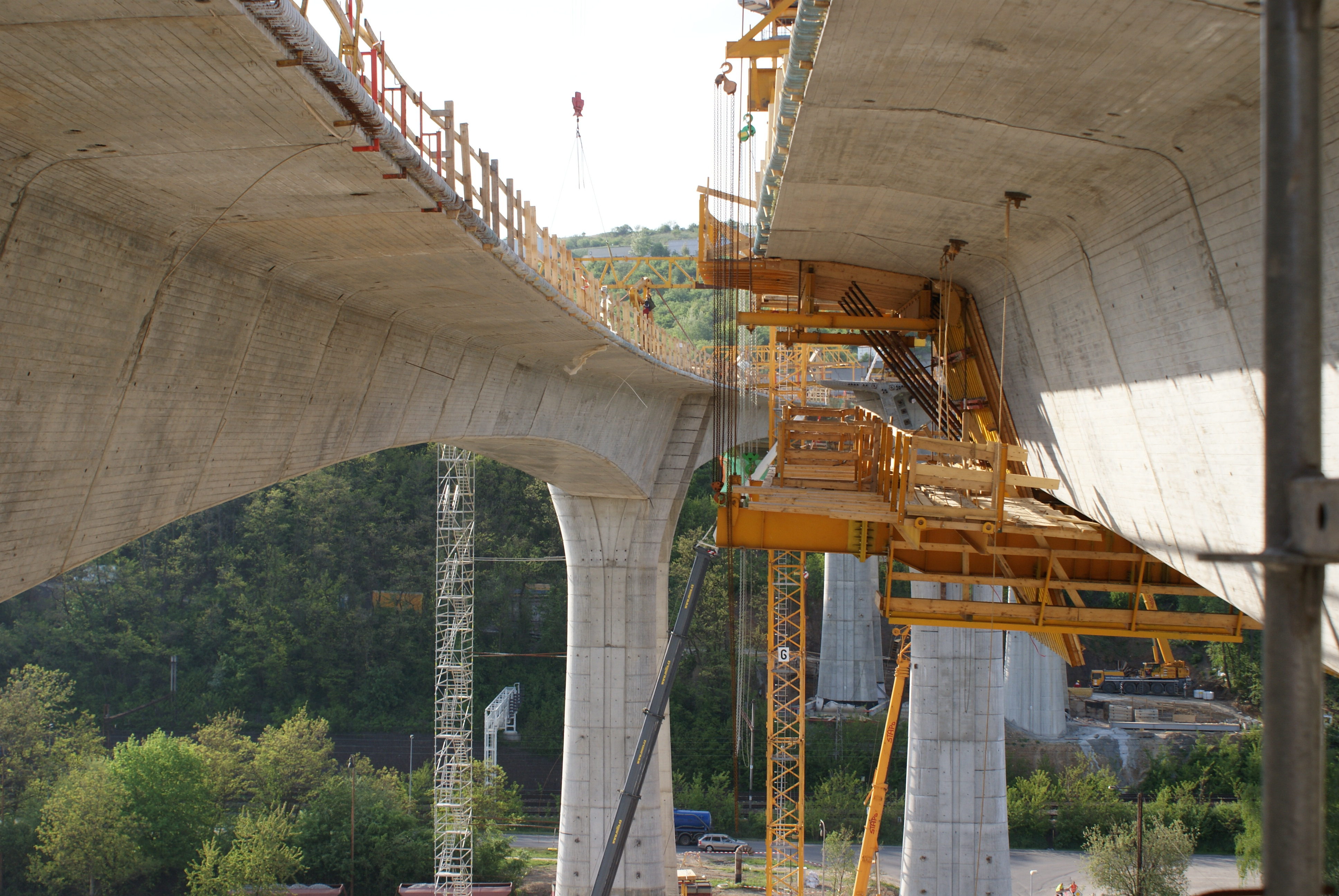
Detailní pohled, duben 2009

Radotínský most (před oficiálním pojmenováním označovaný například jako Lahovická estakáda) je dvojice mostních staveb na Pražském okruhu, překlenující údolí Vltavy a Berounky před jejich soutokem. Fyzicky na sebe obě stavby plynule navazují a tvoří jediný most, z úředního hlediska jde však o dvě různé stavby, každá z částí má jiné konstrukční řešení a jiného dodavatele. Provoz na mostě, který je označován za nejdelší v České republice, byl zahájen 20. září 2010. Dne 12. října 2010 Rada hlavního města Prahy schválila pro celou dvojici staveb název Radotínský most.

## Popis staveb
Před nájezdem na Radotínský most z východu po Pražském okruhu musí doprava projít skrz Komořanský tunel. Po té následuje první část tvoří most o délce 236 metrů, na komořanské straně je napojen na Komořanskýzačíná za ekoduktem nazvaným tunel Šabatka, překlenuje železniční trať 210, Vltavu a severní výběžek chráněného území přírodní památky Krňák a ústí do mimoúrovňové křižovatky Lahovice (Strakonická) (těsně jižně u Lahovic na hranici se Zbraslaví), v níž se kříží se Strakonickou ulici (I/4).
Druhá část, estakáda o délce 2045 metrů (uvádí se též 2059 metrů) o 37 mostních polích pokračuje z této křižovatky přes plánovanou Radotínskou lagunu, Berounku, Výpadovou a Vrážskou ulici a železniční trať 171 a na hranici Radotína s Velkou Chuchlí navazuje na Lochkovský tunel k Lochkovu. Oba úseky byly navrženy v kategorii R 27,5/100.
Na projekt navazuje i přestavba celého území nivy při soutoku řek a jeho přeměna v rekreační pásmo s uměle vytvořenými Radotínskými lagunami.

### Lahovická cyklolávka
Pod mostem přes Vltavu je zavěšena lávka pro pěší a cyklisty pro spojení Komořan a Lahovic. Zavěšená lávka pro cyklisty měla být rovněž součástí mostu přes Berounku, ve stavebním povolení je lávka uvedena s označením komunikace SO 204/3.
Cyklolávka přes Vltavu byla dokončena na podzim roku 2010, ale bez nájezdových ramp. Zprovoznění lávky se o několik let zpozdilo mimo jiné kvůli sporu o prodej pozemku, na němž měla stát pravobřežní nájezdová rampa, i kvůli dalším procesním průtahům a také kvůli povodním v roce 2013, které poškodily příjezdovou cestu ke staveništi. Vlastník odmítal prodat pouze třináctinu pozemku, která byla nutná pro výstavbu, a byl ochoten prodat pouze celou parcelu; tu pak město v roce 2011 za 1,5 milionu Kč skutečně koupilo. Původně plánovanou cenu nájezdových ramp 50 milionů Kč se podařilo díky soutěži snížit na 20 milionů Kč; samotná lávka bez nájezdů stála kolem 60 milionů Kč. Lávka byla díky mimořádně teplému březnu uvedena do provozu již v sobotu 12. dubna 2014. Na nákladech na vybudování ramp se podílelo město Praha i Státní fond dopravní infrastruktury. Podle TSK hl. m. Prahy je tato lávka vůbec nejdražším úsekem cyklostezky v hlavním městě Praze.

## Historie výstavby
Most Komořany–Lahovice je součástí úseku Jesenice – Lahovice označovaného jako stavba 513, jehož výstavba byla zahájena v roce 2006. Úsek projektovaly firmy Pragoprojekt, IKP Consulting a Eltodo a dodavateli jsou firmy Skanska a Alpine. Most projektovala společnost Pontex. Výstavba úseku probíhala od prosince 2006, byla dokončena v září 2010.
Most Lahovice–Radotín je součástí stavby 514 (úsek Slivenec – Radotín), jejímž dodavatelem je sdružení firem Hochtief CZ, Strabag a Max Bögl & Josef Krýsl, stavba probíhala od května 2006 a byla dokončena v září 2010. Architektonický návrh zpracoval Patrik Kotas, most byl vyprojektovaný sdružením společností Novák & Partner, Valbek a Pontex.
Oba mosty byly zprovozněny 20. září 2010.

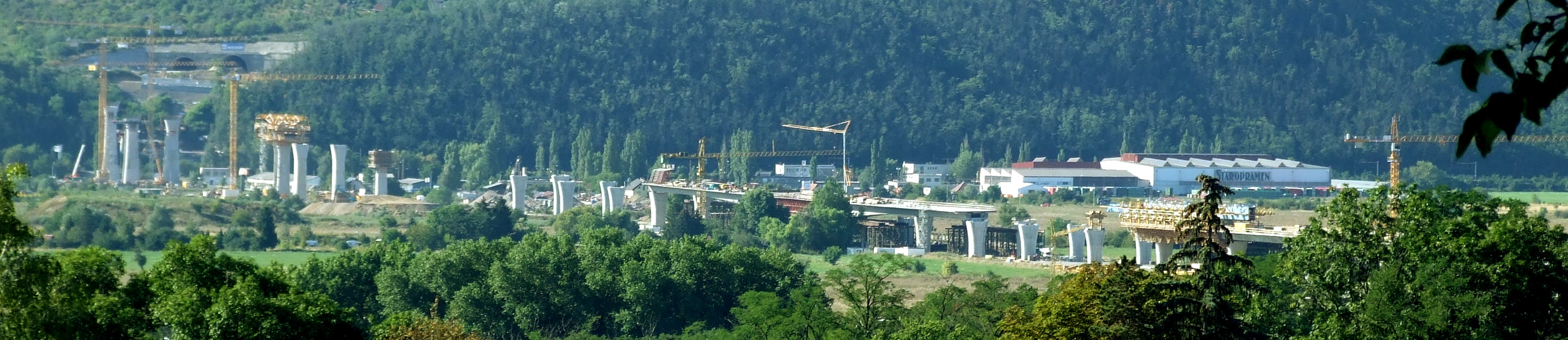
Rozestavěná radotínská část, srpen 2008

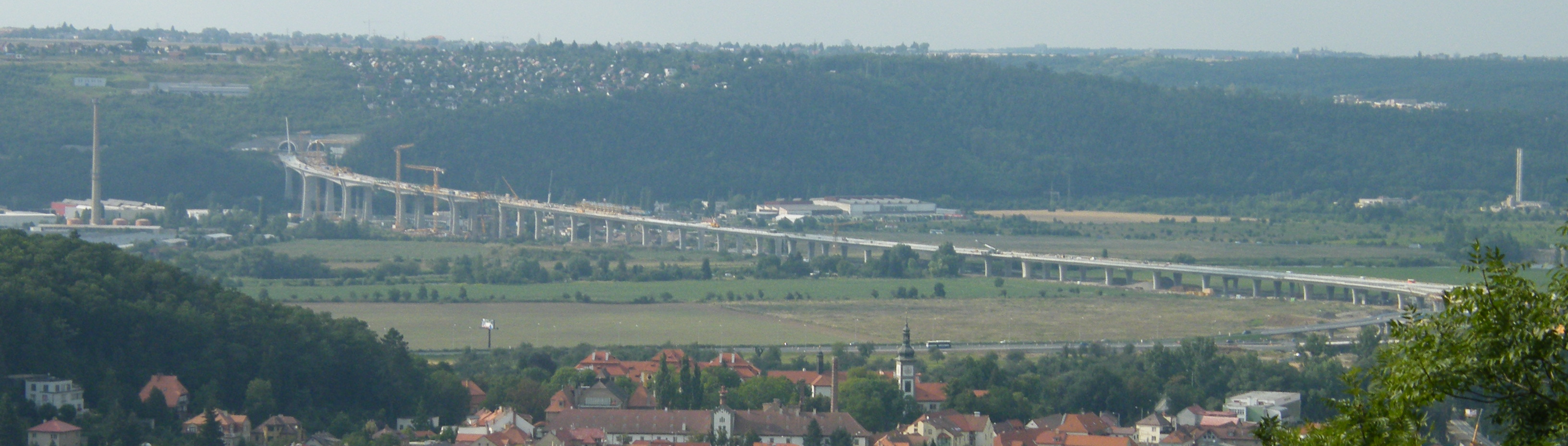
Rozestavěná radotínská část, srpen 2009